# Synema candicans
Synema candicans es una especie de araña del género Synema, familia Thomisidae.

## Distribución
Esta especie se encuentra en Egipto.

## Taxonomía
Fue descrita por O. Pickard-Cambridge en 1876.
Tratamiento taxonómico
La especie aparece registrada y publicada en Catalogue of a collection of spiders made in Egypt, with descriptions of new species and characters of a new genus. Proceedings of the Zoological Society of London 44(3): 541–630, pl. 58–60.